# 空調服
空調服（くうちょうふく）とは、日本の企業・株式会社セフト研究所（セフトけんきゅうじょ）が夏場の衣服内気候環境を改善することを目的として開発し、子会社の株式会社空調服を通じて発売している「電動ファン内蔵上着」の商品名である。
ここでは主に商品としての空調服について記述する。なお、企業としての空調服については「株式会社空調服」、他社による空調服と同様の商品については「電動ファン内蔵上着」と記述する。

## 概要
空調服とは、着ることによって「人体が本来備えている体温調節」をより積極的に活用できるようにする空調装置であるとされる。
屋内の空間すべてを冷やす従来型のエアコンと比べて、単三乾電池で稼動するこの製品を使えば電気代は97%削減となり、家電製品と比較した場合格段に少なくて済む。夏場の消費電力の大幅な削減が期待できる、省エネルギーの環境面も配慮した製品である。また、これまで空調設備が使用できないとされてきた特殊な条件下の工場や、屋外といった環境でも、涼しくすごす事ができるようになるのも、大きなメリットであるとうたわれている。
ソニーを早期退職した市ヶ谷弘司が1998年に東南アジアを旅した事が、空調服の開発を始めるきっかけとなった。「東南アジアの人々がエアコンを使うようになれば、エネルギー危機が起き、環境問題につながってしまう」と考えた市ヶ谷は、6年がかりで空調服を完成させた。はじめは宇宙服や脳低体温療法用のブランケットと同じ水冷式だったが、改良を経て空冷式に変更。その後、パワフル・省電力な、静音ファンの試作を重ねて、3年後に販売までこぎつけた。
実際に使ってみた体験談によると、その効果を確かに実感する事ができるという。また、汗をすべて気化させてしまえば衣服に汗がついて雑菌が繁殖することも少なくなる為、発汗に伴う体臭が少なくなり、あせもも防げるという。
最大のデメリットは、そのデザインから「人目が気になる」点である。特にファンの動作中には服が膨らんで太って見えるために、社長の市ヶ谷が「娘が空調服を着てくれない」と述べたこともあった。ほかには、「作業服が会社で決まっているので、空調服が使えない」、「汚れるので毎日洗濯したいが、空調服を複数購入する必要がある」などが挙げられる。フルハーネス型墜落制止用器具（安全帯）と併用すると落下衝撃時にベルトのD環部が服地をずり上げ、首を絞める恐れがあるため製品選定や使用方法に注意を要する。
2010年代には大幅に普及し、他の作業服メーカーからも同じ趣旨の製品が発売されたり、購入単価を下げるため大手建設会社が協力企業向けに一括購入を呼び掛ける動きもみられる。また、2010年代後期や2020年代に入ると公安委員会へ制服の様式を届け出る必要のある警備業へも普及、夏季は空調服を義務化した建設現場も登場している。

## 知的財産権を巡る係争
株式会社空調服およびセフト研究所は空調服の商品化にあたって、空調服用の衣服の製造を広島県福山市のユニフォームメーカーである株式会社サンエスに委託していたが、2014年6月にセフト研究所が空調服の製造子会社として株式会社ゼハロスを設立し、同社での製造を開始。またサンエス側も空調風神服の商品名で独自の電動ファン内蔵上着の製造販売を開始したことから、セフト研究所からの申し入れにより2016年10月に両者の協業関係は解消された。
2017年3月、サンエスは「空調服は当社が開発したものであり、当社の商品を模倣した株式会社空調服の商品は不正競争防止法に反する」として株式会社空調服に対し製造販売の差し止めと商品の廃棄および4160万円の損害賠償を求める訴訟を東京地方裁判所に起こしたが、2019年9月5日にサンエス側の訴えを全面的に棄却する判決が下された。サンエス側はこれを不服として知的財産高等裁判所に控訴したが、判決当日の2020年3月10日になってサンエス側が控訴を取り下げた。なお、サンエスは控訴取り下げの理由について、「空調服の業界も第三者の参入が進み、また、当社や空調服社の空調服のラインナップも大きく変わり、当初の空調服について係争を継続することの意味が薄れてきました」と説明している。
2021年7月12日放送のNHK「逆転人生」では空調服（番組では「ファン付き作業着」と呼称）および開発者である市ヶ谷が紹介され、上記の訴訟についてもサンエスを「S社」と伏せる形で取り上げられたが、サンエス側は翌13日に「NHKからの事前の取材や申し入れもなく、一方的な主張であり承服しかねる」との見解を出している。また、同月21日には放送内容に対する反証を行うと共に、放送直後より抗議電話やホームページのコンタクトフォームへの抗議メッセージ、SNS等での誹謗中傷が多数発生しているとして、「弊社は本件番組の放送により信用・名誉毀損を含む多大な損害を直接的に被っております」としたうえで、「公共放送であるNHKがファン付きウェアを販売する一企業の主張を一方的に放送したものであり、本来公正・中立でなければならない立場を逸脱したもの」と批判している。

## 効果の検証
2021年に産業医科大学のグループが電動ファン内蔵上着の効果について研究を行い、人工気象室での実験において深部体温や心拍数の上昇を有意に抑制することが報告された。さらに2024年には姫路獨協大学と早稲田大学などの研究グループによる共同研究が、夏季の屋外で高校野球選手を対象に行われ、実際の競技環境下においても有効性が確認された。

### 2021年 産業医科大学の研究
試験デザイン
産業医科大学の研究グループは、9名の健康な日本人成人男性を対象に実験を行った。参加者は気温40℃、相対湿度50%の人工気象室で、最大酸素摂取量の40%に相当する運動負荷をかけて、30分間の自転車エルゴメーター運動を2回実施した。試験条件は、冷却装置なし（CON）、10℃の水を循環させる冷却ベスト（VEST）、および1秒あたり30リットルの外気を衣服内に送風する電動ファン内蔵上着（FAN）の3群であった。
結果
FANおよびVEST条件では、直腸温度と食道温度の上昇が有意に抑制され、運動終了時の直腸温度はそれぞれ37.54±0.19℃（P=0.0023）、37.72±0.12℃（p=0.0076）で、CON条件の38.01±0.19℃に比べ低値であった。食道温度もFAN条件で37.54±0.21℃、VEST条件で37.55±0.18℃と、CON条件の38.22±0.30℃より低下した（いずれもp=0.0039）。心拍数もFAN（137.5±6.5 bpm, p=0.0023）およびVEST（136.9±8.9 bpm, p=0.0042）で抑制された。さらに両条件では推定発汗量が減少し、温冷感や快適感などの主観評価も改善した。研究者らは、40℃・50%RHの環境下においても、蒸発による放熱が対流による熱取得を上回り、電動ファン内蔵上着の着用が深部体温の上昇抑制に有効であると結論づけた。

### 2024年 姫路獨協大学・早稲田大学らの研究
試験デザイン
姫路獨協大学と早稲田大学などの研究グループは、男子高校野球選手10名を対象に実験を行った。実験は真夏の屋外で2時間にわたり行われ、電動ファン内蔵上着の着用群と非着用群を比較した。
結果
着用群は非着用群に比べ、平均皮膚温度が34.5±1.1℃と低く、非着用群の35.1±1.4℃を下回った（p<0.05）。鼓膜温度も着用群で38.9±0.9℃、非着用群で39.2±1.2℃と有意に低下した（p<0.05）。心拍数も着用群127±31 bpmに対し、非着用群139±33 bpmであり、着用群が低値を示した（p<0.05）。さらに、主観的運動強度や暑熱感の評価も着用群で有意に軽減され（p<0.05）。この結果から、夏季の屋外での高校野球のような競技環境においても、電動ファン内蔵上着が熱中症リスクの低減に有効であることが示された。

## 主な電動ファン内蔵上着のメーカー

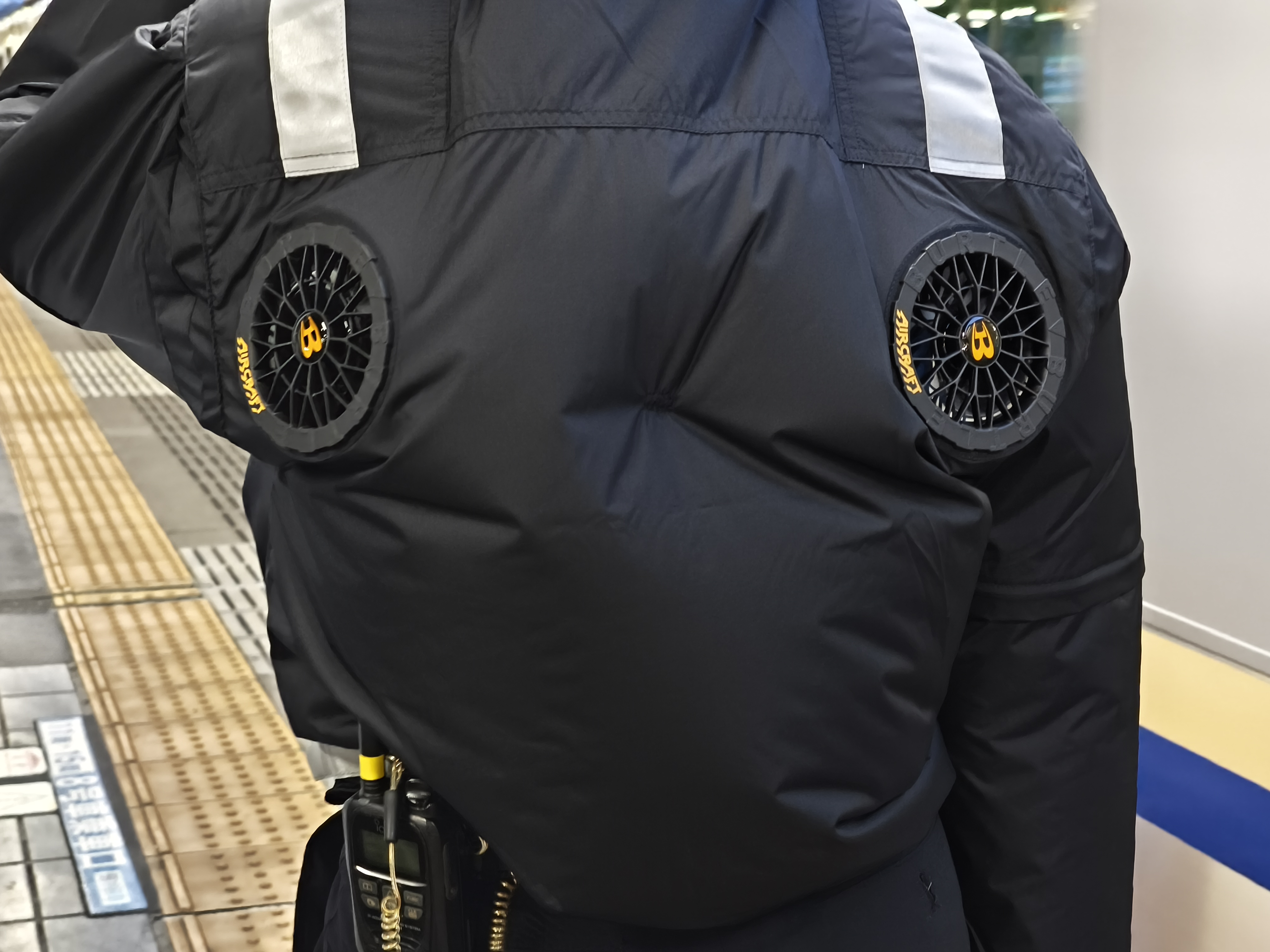
バートル社の「AIR CRAFT」の電動ファン内蔵上着の着用例

- セフト研究所（株式会社空調服） - 空調服
  - 自重堂、ジーベック、寅壱、アイトスなども同ブランドで発売
- サンエス - 空調風神服
  - コーコス信岡、ビッグボーン、大川被服なども同ブランドで発売
- バートル - AIR CRAFT（バッテリー・ファンは京セラインダストリアルツールズ製）
- 村上被服 - 快適ウェア
- クロダルマ - AIR SENSOR
- 桑和 - G-GROUND
- シンメン - S-AIR
- アイリスオーヤマ - クールウェア
- マキタ - 充電式ファンジャケット